# USS Gato (SS-212)

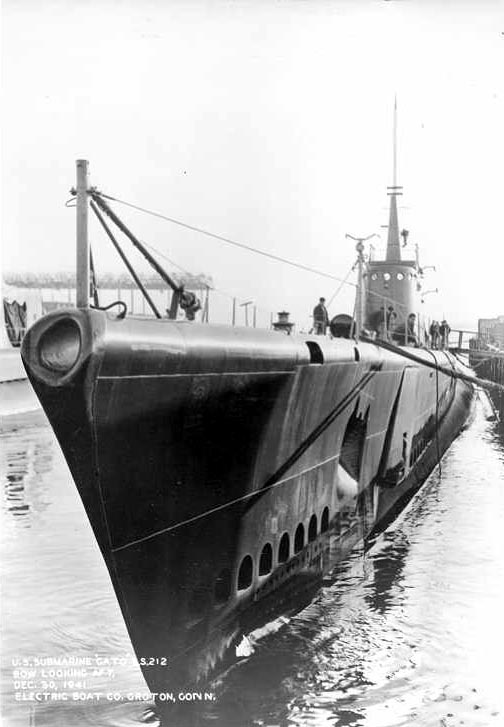
USS Gato (SS-212), tháng 12 năm 1941

USS Gato (SS-212) là một tàu ngầm, là chiếc dẫn đầu của lớp tàu mang tên nó, từng phục vụ cùng Hải quân Hoa Kỳ trong Chiến tranh Thế giới thứ hai. Nó là chiếc tàu chiến đầu tiên của Hải quân Hoa Kỳ được đặt cái tên này, theo tên một loài trong họ Cá nhám mèo nhỏ. Con tàu nhập biên chế chỉ ít lâu sau khi Hoa Kỳ tuyên chiến với Nhật Bản, đã phục vụ trong suốt Thế chiến II, thực hiện tổng cộng mười ba chuyến tuần tra, đánh chìm chín tàu Nhật Bản với tổng tải trọng 26.085 tấn, rồi được cho ngừng hoạt động sau khi xung đột chấm dứt vào năm 1946. Con tàu cuối cùng bị bán để tháo dỡ vào năm 1960. Gato được tặng thưởng danh hiệu Đơn vị Tuyên dương Tổng thống cùng mười ba Ngôi sao Chiến trận do thành tích phục vụ trong Thế Chiến II.

## Thiết kế và chế tạo
Lớp tàu ngầm Gato được thiết kế cho mục đích một tàu ngầm hạm đội nhằm có tốc độ trên mặt nước cao, tầm hoạt động xa và vũ khí mạnh để tháp tùng hạm đội chiến trận. Con tàu dài 311 ft 9 in (95,02 m) và có trọng lượng choán nước 1.525 tấn Anh (1.549 t) khi nổi và 2.424 tấn Anh (2.463 t) khi lặn. Chúng trang bị động cơ diesel dẫn động máy phát điện để cung cấp điện năng cho bốn động cơ điện, đạt được công suất 5.400 shp (4.000 kW) khi nổi và 2.740 shp (2.040 kW) khi lặn, cho phép đạt tốc độ tối đa 21 hải lý trên giờ (39 km/h) và 9 hải lý trên giờ (17 km/h) tương ứng. Tầm xa hoạt động là 11.000 hải lý (20.000 km) khi đi trên mặt nước ở tốc độ 10 hải lý trên giờ (19 km/h) và có thể hoạt động kéo dài đến 75 ngày và lặn được sâu tối đa 300 ft (90 m).
Lớp tàu ngầm Gato được trang bị mười ống phóng ngư lôi 21 in (530 mm), gồm sáu ống trước mũi và bốn ống phía phía đuôi tàu, chúng mang theo tối đa 24 quả ngư lôi. Vũ khí trên boong tàu gồm một hải pháo 3 inch/50 caliber, và thường được tăng cường một khẩu pháo phòng không Bofors 40 mm nòng đơn và một khẩu đội Oerlikon 20 mm nòng đôi, kèm theo súng máy .50 caliber và .30 caliber. Tiện nghi cho thủy thủ đoàn bao gồm điều hòa không khí, thực phẩm trữ lạnh, máy lọc nước, máy giặt và giường ngủ cho hầu hết mọi người, giúp họ chịu đựng cái nóng nhiệt đới tại Thái Bình Dương cùng những chuyến tuần tra kéo dài đến hai tháng rưỡi.
Gato được đặt lườn tại xưởng tàu của hãng Electric Boat Company ở Groton, Connecticut vào ngày 5 tháng 10, 1940. Nó được hạ thủy vào ngày 21 tháng 8, 1941, được đỡ đầu bởi bà Louise Ingersoll, phu nhân Đô đốc Royal E. Ingersoll, và được cho nhập biên chế cùng Hải quân Hoa Kỳ vào ngày 31 tháng 12, 1941 dưới quyền chỉ huy của Hạm trưởng, Thiếu tá Hải quân W. G. Myers.

## Lịch sử hoạt động

### 1942

#### Chuyến tuần tra thứ nhất
Sau khi hoàn tất việc chạy thử máy huấn luyện ngoài khơi New London, Connecticut, Gato khởi hành vào ngày 16 tháng 2, 1942 do được điều động sang khu vực Mặt trận Thái Bình Dương, đi đến Trân Châu Cảng ngang qua kênh đào Panama và San Francisco. Trong chuyến tuần tra đầu tiên xuất phát tại Trân Châu Cảng từ ngày 20 tháng 4 đến ngày 10 tháng 6, nó tấn công không thành công một tàu sân bay được cải biến vào ngày 3 tháng 5 tại khu vực quần đảo Marshall trước khi bị bốn tàu khu trục đối phương truy đuổi. Đến ngày 24 tháng 5, nó được lệnh tuần tra các lối tiếp cận phía Tây đến đảo Midway, canh phòng cách hòn đảo 280 mi (450 km) về phía Tây trong khi diễn ra trận Midway.

#### Chuyến tuần tra thứ hai và thứ ba
Trong chuyến tuần tra thứ hai từ ngày 2 tháng 7 đến ngày 29 tháng 8, Gato hoạt động về phía Đông quần đảo Kuril về hướng quần đảo Aleut, bắn trúng bốn ngư lôi gây hư hại một tàu buôn vào ngày 15 tháng 8, và kết thúc chuyến đi tại Dutch Harbor, Alaska. Trong chuyến tuần tra thứ ba từ ngày 4 tháng 9 đến ngày 23 tháng 12, nó tấn công một đoàn tàu vận tải tại khu vực Truk nhưng bị máy bay đối phương ném bom và ba tàu khu trục truy đuổi; chuyến đi kết thúc tại Brisbane, Australia.

### 1943

#### Chuyến tuần tra thứ tư và thứ năm
Trong chuyến tuần tra thứ tư từ ngày 13 tháng 1 đến ngày 26 tháng 2, 1943, Gato đã phóng ngư lôi đánh chìm tàu vận chuyển Kenkon Maru (4.575 tấn) vào ngày 21 tháng 1, tàu chở hàng Nichiun Maru (2.723 tấn) vào ngày 29 tháng 1, và tàu chở hàng Suruya Maru (991 tấn) vào ngày 15 tháng 2, tất cả đều tại vùng biển New Georgia thuộc quần đảo Solomon. 
Trong chuyến tuần tra thứ năm từ ngày 19 tháng 3 đến ngày 6 tháng 6, chiếc tàu ngầm đã cho đổ bộ một nhóm tình báo Australia lên cảng Toep thuộc đảo Bougainville vào ngày 29 tháng 3; rồi giúp di tản 27 trẻ em, chín bà mẹ và ba nữ tu sang tàu săn ngầm SC-531 ngoài khơi đảo Ramos, đảo Florida vào ngày 31 tháng 3. Khi di chuyển giữa các đảo Tanga và Lihir vào ngày 4 tháng 4, nó bị hư hại do ba quả mìn sâu nổ gần tàu, nên phải quay trở về Brisbane để sửa chữa tạm thời từ ngày 11 đến ngày 20 tháng 4. Nó tiếp tục cho đổ bộ thêm lính biệt kích Australia lên cảng Toep vào ngày 29 tháng 5, vận chuyển thêm người di tản về đảo Ramos, rồi hoạt động trinh sát ngoài khơi Tarawa thuộc quần đảo Gilbert trước khi quay trở về Trân Châu Cảng vào ngày 6 tháng 6.

#### Chuyến tuần tra thứ sáu và thứ bảy
Sau khi quay trở về Xưởng hải quân Mare Island tại Vallejo, California để đại tu, Gato quay trở lại Trân Châu Cảng vào ngày 22 tháng 8, và thực hiện chuyến tuần tra thứ sáu từ ngày 6 tháng 9 đến ngày 28 tháng 10, ngang qua Truk và Bougainville cùng quần đảo Solomon trước khi quay về căn cứ Brisbane. Trên đường đi nó đã tấn công và gây hư hại cho hai tàu chở hàng lớn vào ngày 19 tháng 10.
Trong chuyến tuần tra thứ bảy từ ngày 11 tháng 11 đến ngày 10 tháng 1, 1944, nó đi đến khu vực phía Bắc quần đảo Bismarck và phối hợp tấn công cùng tàu ngầm chị em Ray (SS-271) vào ngày 30 tháng 11, đánh chìm tàu chở hàng Columbia Maru (5.618 tấn). Sau khi vớt một binh lính Nhật Bản trên bè vào ngày 16 tháng 12, nó tấn công một đoàn tàu trên tuyến Saipan-Massau bốn ngày sau đó và đánh chìm tàu chở hàng Tsuneshima Maru (2.926 tấn) đồng thời gây hư hại một tàu chở hàng khác. Con tàu lặn xuống để né tránh mìn sâu đối phương trong hai giờ, rồi hướng đến cảng Tingmon, và bị hai tàu hộ tống đối phương săn đuổi nên phải lặn để né tránh. Đến ngày 2 tháng 12, một thủy phi cơ đối phương phát hiện ra nó, và con tàu đánh đuổi đối thủ bằng pháo phòng không. Nó kết thúc chuyến tuần tra khi đi đến vịnh Milne, New Guinea vào ngày 10 tháng 1, 1944.

### 1944

#### Chuyến tuần tra thứ tám
Rời vịnh Milne vào ngày 2 tháng 2, 1944, Gato tuần tra tại khu vực Bismarck-New Guinea-Truk. Vào ngày 5 tháng 2, nó giải cứu Thiếu tá Fred Hargesheimer cùng hai phi công khác bị bắn rơi trước đó tại New Guinea, rồi đánh chìm một tàu đánh cá vào ngày 15 tháng 2, tàu vận chuyển Daigen Maru số 3 (5.256 tấn) vào ngày 26 tháng 2, và tàu chở hàng Okinoyama Maru số 3 (871 tấn) vào ngày 12 tháng 3. Nó tiêu diệt thêm hai tàu đánh cá khác bằng hải pháo trước khi quay về Trân Châu Cảng vào ngày 1 tháng 4.

#### Chuyến tuần tra thứ chín và thứ mười
Trong chuyến tuần tra thứ chín từ ngày 30 tháng 5 đến ngày 2 tháng 6, Gato đưa Phó đô đốc Charles A. Lockwood đi đến Midway; trinh sát hình ảnh đảo Woleai; và hoạt động tìm kiếm-giải cứu phục vụ cho chiến dịch ném bom Truk từ ngày 11 đến ngày 18 tháng 6; kết thúc khi nó quay về Majuro.
Nó tiếp tục vai trò tìm kiếm-giải cứu trong chuyến tuần tra thứ mười, hỗ trợ cho cuộc không kích từ tàu sân bay xuống Chichi Jima vào ngày 15 tháng 7, cứu được hai phi công bị bắn rơi, rồi quay trở về Trân Châu Cảng vào ngày 2 tháng 9. Con tàu lại quay về Xưởng hải quân Mare Island để được đại tu trước khi trở sang Trân Châu Cảng.

### 1945

#### Chuyến tuần tra thứ mười một và mười hai
Trong chuyến tuần tra thứ mười một từ ngày 28 tháng 1 đến ngày 13 tháng 3, 1945, Gato tuần tra trong khu vực Hoàng Hải trong thành phần một đội tấn công phối hợp "Bầy sói", bao gồm các tàu ngầm Jallao (SS-368) và Sunfish (SS-281). Nó đã đánh chìm tàu phòng thủ duyên hải số 9 (khoảng 800 tấn) vào ngày 14 tháng 2, và tàu chở hàng Tairiku Maru (2.325 tấn) vào ngày 21 tháng 2 trước khi quay trở về Guam.
Lên đường vào ngày 12 tháng 4 cho chuyến tuần tra thứ mười hai, chiếc tàu ngầm quay lại vai trò tìm kiếm-giải cứu hỗ trợ cho chiến dịch đổ bộ lên Okinawa. Trong đêm 22-23 tháng 4, nó đối đầu với hai tàu ngầm đối phương và suýt trúng ngư lôi của chúng. Từ ngày 27 đến ngày 30 tháng 4, nó giải cứu mười thành viên một đội bay Không lực Hoa Kỳ bị bắn rơi trên vùng biển nông gần mũi Toi, Kyūshū, và quay trở về Trân Châu Cảng vào ngày 3 tháng 6.

#### Chuyến tuần tra thứ mười ba
Lên đường vào ngày 8 tháng 7 cho chuyến tuần tra cuối cùng, Gato tiếp tục vai trò tìm kiếm-giải cứu, rồi hỗ trợ cho hoạt động không kích xuống đảo Wake trước khi đi sang tuần tra ở phía Đông đảo Honshū. Khi nhận được tin tức Nhật Bản đã chấp nhận đầu hàng vào ngày 15 tháng 8, giúp chấm dứt vĩnh viễn cuộc xung đột, nó hủy bỏ việc săn đuổi một tàu chở hàng, rồi tiến vào vịnh Tokyo vào ngày 31 tháng 8, và đã hiện diện tại đây khi diễn ra lễ ký kết văn kiện đầu hàng trên thiết giáp hạm Missouri (BB-63) vào ngày 2 tháng 9. Nó lên đường vào ngày hôm sau để quay trở về Hoa Kỳ, đi ngang qua Trân Châu Cảng và kênh đào Panama để về vùng bờ Đông.
Gato được cho xuất biên chế tại Xưởng hải quân New York vào ngày 16 tháng 3, 1946, nhưng vẫn phục vụ như tàu huấn luyện cho Hải quân Dự bị Hoa Kỳ tại New York, và sau đó tại Baltimore, Maryland. Tên nó được cho rút khỏi danh sách Đăng bạ Hải quân vào ngày 1 tháng 3, 1960,
và con tàu bị bán cho hãng Northern Metals Co. tại Philadelphia để tháo dỡ vào ngày 25 tháng 7, 1960.

## Phần thưởng
Gato được tặng thưởng danh hiệu Đơn vị Tuyên dương Tổng thống cùng mười ba Ngôi sao Chiến trận do thành tích phục vụ trong Thế Chiến II. Nó được ghi công đã đánh chìm chín tàu Nhật Bản với tổng tải trọng 26.085 tấn.
|                                                                     |  |  |
| Silver star · Silver star · Bronze star · Bronze star · Bronze star |  |  |

| Dãi băng Hoạt động Tác chiến                                             | Đơn vị Tuyên Dương Tổng thống        | Huân chương Chiến dịch Hoa Kỳ           |
| Huân chương Chiến dịch Châu Á-Thái Bình Dương với 13 Ngôi sao Chiến trận | Huân chương Chiến thắng Thế Chiến II | Huân chương Phục vụ Chiếm đóng Hải quân |